# 高田リオン
高田リオン（たかだ リオン）は、エフエム山陰のパーソナリティー、アナウンサー。ディレクター、脚本家。

## 経歴
1985年1月15日　東京都北区赤羽出身。

2006年
日本一周の旅をした後、音楽活動を開始。雑誌のコラム連載や舞台への楽曲提供などを行う。
2009年
忌野清志郎が校長を務めるテレビ番組【ロックの学園】に出演。
2010年
文化放送内JAPAN CENTRAL MUSICのラジオ番組【juscli】にて【高田リオン毎日が自己ベスト】がスタート。
2012年
米国ボストンでレコーディング【yume wo katare】７曲入りCDアルバムをアメリカ、日本で同時発売する。同時に四日間のアメリカライブツアーも開催。
2013年
Japan Festival in Boston”出演
2014年
アスリート支援プロジェクト【athlete yell】の公式応援ソングに【Go Straight】が起用される。
航空会社Peachとコラボレーションの楽曲”とべたかく”をイメージソングに提供。
2016年
TOKYO FM HALLにて行われたワンマンライブを最後に活動休止をする。   
2017年
全国発売アルバム【漢字一文字で表すとしたら】リリース&47都道府県ライブを開催。
2018年
島根県出雲市へ移住。
2019年
JFN系列エフエム山陰でパーソナリティー、アナウンサーとして活動。
同局にて、島根県松江市を拠点に活動しているバンドgingerの「疲れたなら甘えればいいのに」ディレクター業務、ラジオドラマ脚本執筆も兼任している。
2021年
島根県出身の映画監督錦織良成が主催する「しまね映画塾2020」に初監督作品としてエントリーしていた映像が、選考11作品入選。2月13日島根県民会館大ホールにて上映され映画監督としてデビューしている。
「山陰広告賞2021」の＜ラジオ部門＞にて、自身が脚本を担当したラジオドラマ「私たちの幸せ」※【広告主】（株）農協観光島根支店【制作社】（株）エフエム山陰）が金賞を受賞している。

2022年
松江市国際文化観光都市70周年記念事業　
エフエム山陰開局50周年記念　TSK開局50周年記念　浜崎貴司GACHIスペシャルin国宝松江城　浜崎貴司vsスガシカオvs藤巻亮太vs矢井田瞳vs奥田民生　TSKアナウンサー山下桃と総合司会を担当。
「山陰広告賞2022」の＜ラジオCM部門＞にて、トヨタ自動車AQUA「山陰神話・ヤマタノオロチ編」が前年に続き金賞を受賞している。
2025年1月1日より、髙田りおん（たかだ りおん）に改名した。

## 出演

### ラジオ
- ニッポン放送【SuonoDolce】2009年6月12日
- TOKYO FM【mono LIVE】2009年8月20日
- JCM【juscli】高田リオン毎日が自己ベスト! 2010年4月〜2011年4月
- TBSラジオ【BLITZ POWER PUSH】2017年1月3日23時55分〜
- エフエム山陰【水木彩也子のFRIDAY×FRIDAY】2019年〜毎週金曜15時台からの登場。
- エフエム山陰【SAN-IN MUSIC FILE】2019年〜毎週土曜
- エフエム山陰【令和の ナマラジ！パーソナリティほぼ集合！新春プレゼン大作戦☆ 】2020年1月1日9時～
- エフエム山陰【新局舎からLIVEでお届けオープン·ラジオ·ステーションエフエム山陰】2020年2月24日13時30分〜
- エフエム山陰【高田リオンのFRIDAY×FRIDAY】2020年4月16時00分〜現在も継続中
- エフエム山陰【  Official髭男dismスペシャルプログラム Billboard Japan 2020 上半期２冠達成記念V-airリスナーが選ぶ私の「I LOVE...」髭男ソングTOP20 】2020年8月10日13時30分〜
- エフエム山陰 【竹内まりや40周年記念特別番組『ALL SONGS MARIYA TAKEUCHI ～私とまりや』『souvenir the movie 〜MARIYA TAKEUCHI Theater Live〜 (Special Edition)』2020年11月3日13時30分〜
- エフエム山陰【 東京スカパラダイスオーケストラ『新春パラダイスRADIO in 松江』 】2021年1月11日15時00分〜
- 大阪ABCラジオ【ウラのウラまで浦川です】2021年7月12日
- エフエム山陰【高田リオンのGo!Happy New Year!新春夢を語レディオ】

### テレビ番組
- TBS『開運音楽堂年始SP』 2010年1月2日（土）04:45～05:45
- TBS『開運音楽堂』　2010年2月27日（土）04:50～05:15
- OBS大分放送主催【OBS感謝祭 2014】2014年9月13日　12：00～14：00）
- テレビ朝日系列ncc長崎文化放送　「スーパーJチャンネル」エンディング天気予報BGM
- KKTくまもと県民テレビ  【ROCKET COMPLEX 】11月２日（水）24:35～25:15

### 書籍
- 航空会社Peach aviation LCC発行の雑誌”Peaching"創刊第一号内のPeach Loves Art! Project で掲載。

## ディスコグラフィー

### アルバム
| 発売日         | タイトル                  | 規格品番 |
| -------------- | ------------------------- | -------- |
| 2008年10月10日 | Hand Made Wonderland      | YWC-001  |
| 2009年11月11日 | ベストプラン              | YWC-002  |
| 2013年5月19日  | 夢を語れ-Yumeo Wo Katare- |          |
| 2016年10月2日  | 漢字一文字で表すとしたら  | KIAS1609 |

### 配信シングル
| 配信開始日     | タイトル              |
| -------------- | --------------------- |
| 2013年10月23日 | Go Straight           |
| 2018年11月2日  | 歴史を刻め(Pop remix) |
| 2020年2月14日  | 関係なかった          |

### 配信アルバム
| 配信開始日    | タイトル |
| ------------- | -------- |
| 2020年4月24日 | 財産     |

### タイアップ一覧
| 楽曲             | タイアップ                                  |
| ---------------- | ------------------------------------------- |
| 夢を語れ         | 「ラーメン荘 夢を語れ」テーマソング         |
| 地球規模で考えろ | 「ラーメン荘 地球規模で考えろ」テーマソング |
| 歴史を刻め       | 「ラーメン荘 歴史を刻め」テーマソング       |
| その先にあるもの | 「ラーメン荘 その先にあるもの」テーマソング |
| 面白い方へ       | 「ラーメン荘 おもしろい方へ」テーマソング   |
| これが好きだから | 「ラーメン荘 これが好きだから」テーマソング |
| Go Straight      | 「athlete yell」公式応援ソング              |
| 今を粋ろ         | ラーメン店「今を粋ろ」テーマソング          |
| 様様             | 串とテール煮込み専門店「様様」テーマソング  |
| とべたかく       | 航空会社「Peach Aviation」イメージソング    |